# Muhyo et Rôjî, bureau d'investigation des affaires paranormales
Muhyo et Rōjī, bureau d'investigation des affaires paranormales (ムヒョとロージーの魔法律相談事務所, Muhyo to Rōjī no mahōritsu sōdan jimusho) est un manga policier surnaturel écrit et dessiné par Yoshiyuki Nishi. Il a été prépublié dans le magazine Weekly Shōnen Jump du numéro 53 de 2004 (novembre 2004) au numéro 14 de 2008 (mars 2008). La série traite d'un duo d'exorcistes se servant d'un livre de loi pour punir les esprits malveillants hantant les clients venant chercher leur aide. La version française est éditée en intégralité par Kana.

## Histoire
Dans un monde où les fantômes et autres esprits s'en prennent de plus en plus aux vivants, allant même jusqu'au meurtre, un code de lois anti-fantôme est mis en place, mais son utilisation est tellement complexe que seuls des « exécuteurs » ont le droit et le talent nécessaire de l'utiliser.
Le jeune Muhyo, l'un d'entre eux, forme avec Rōjī, un « secrétaire » (le plus bas des rangs pour arriver au titre d'exécuteur), un cabinet juridique spécialisé dans la traque de fantômes. Muhyo est extrêmement talentueux dans son métier, malgré son jeune âge, et pour cause : à chaque crime commis par un esprit correspond une sentence, pouvant aller de l'absolution vers le paradis au bannissement éternel en enfer, et si le châtiment se trouve être injuste, c'est sur l'exécuteur que retombe la sentence.
Du livre de magie de Muhyo sort donc une myriade de monstres plus effrayant les uns que les autres, tels que la Chouette de l'Exil Eternel, l'Ombre de Satan, ou encore la Fourche du Diable. Bien que dans un premier temps Muhyo et Rōjī ne s'entendent pas très bien à cause du tempérament suffisant de Muhyo, l'histoire se focalise au fur et à mesure sur le renforcement de leur amitié, de leur confiance l'un envers l'autre et de leur partenariat en tant qu'exécuteur et secrétaire. Bien que l'histoire se compose de petites enquêtes couvrant généralement entre un et dix chapitres, le fil rouge du récit est la rivalité de Muhyo avec l'un de ses anciens camarades de classe de l'école de magie, Enchuu, qui a choisi de renoncer à devenir exécuteur et se spécialise dans la manipulation de fantômes afin d'assassiner Muhyo, se mettant ainsi dans l'illégalité.
Les enquêtes de Muhyo et Rōjī les amèneront aussi à rencontrer d'autres anciens camarades et amis de Muhyo, comme Yoichi, un autre exécuteur, Biko, spécialiste en objets magiques, et bien d'autres encore.

## Personnages
- Toru Muhyo (六氷 透, Muhyō Tōru?) : Génie en ce qui concerne l'application de la loi magique, Muhyo, le plus jeune de tous les exécuteurs existant, a tendance à être dédaigneux envers ceux qui n'ont pas de talent dans ce qu'ils font. Suffisant, égoïste, insultant, Muhyo est antipathique et misanthrope, et arbore ce comportement très souvent envers Rōjī. Si d'apparence Muhyo n'a rien d'un héros, il s'inquiète en fait énormément pour Rōjī et ses amis à chaque fois qu'une enquête tourne mal et qu'ils sont en danger, et pour cela repousse toujours ses limites, mettant sa vie en danger en invoquant des sorts qui requerraient normalement la présence de quatre exécuteurs. De plus, si Muhyo semble sans-cœur et cruel quand face à un fantôme ayant une histoire tragique l'ayant poussé à commettre un crime, c'est qu'il est en réalité très attaché à la justice et qu'il remplit sa tâche d'exécuteur avec impartialité, tel que ce métier l'exige. Le dégoût qu'il nourrit envers les gens sans talent enviant les gens doués lui vient de sa rivalité avec son ancien camarade, Enchuu, qui décida de choisir le chemin de l'illégalité quand il comprit que Muhyo était plus doué que lui. Muhyo semble dormir la plupart du temps, à cause de la fatigue que provoque l'utilisation de lois magiques, et adore lire le Shōnen Jump (magazine où a été prépublié Muhyo et Rōjī).

- Jiro Kusano (草野 次郎, Kusano Jirō?) : Jiro, dit Rōjī (ロージー, Rōjī?), est, en contraste avec Muhyo, un adolescent facilement ému. Parfois peureux, souvent paniqué face à des situations qu'il ne comprend pas, le secrétaire accompagnant Muhyo apprendra au fur et à mesure à se montrer utile en cas de besoin, notamment par l'utilisation de sceaux magiques pouvant repousser les fantômes le temps que Muhyo déclare la sentence condamnant l'esprit malfaisant. Son manque d'expérience concernant l'exorcisme est pallié par sa connaissance en matière de races d'esprits différents, qui est meilleure que la moyenne, mais ce qui le différencie vraiment est sa volonté d'empathie avec les fantômes et de comprendre les raisons qui les ont poussés à choisir le chemin du crime, d'où ses antagonismes avec l'impassible Muhyo. Quand il apprendra que Muhyo l'avait en réalité choisi pour être son assistant, au lieu d'un juge (le rang juste en dessous d'exécuteur, et les seuls habilités à faire équipe avec les exécuteurs), il comprit que Muhyo tenait à lui et qu'il s'inquiétait de ses progrès.

## Autres informations
- Muhyo et Rōjī apparaissent dans le jeu vidéo Jump Ultimate Stars sur Nintendo DS. Sont également présents d'autres personnages de la série : Enchuu, Yoichi, Biko, Nana et Page.
- Dans le volume 3 de Neuro, le mange-mystères, Muhyo et Rōjī apparaissent dans un bonus de fin de 4 pages. Inversement, dans le volume 3 de Muhyo et Rōjī, Neuro fait une apparition dans un mini chapitre bonus de 4 pages.